# الصرمان
الصرمان (به عربی: الصرمان) یک روستا در سوریه است که در استان ادلب، منطقه معره نعمان در ناحیه مرکزی معره‌النعمان واقع شده‌است. این روستا بر اساس آمار اداره مرکزی آمار سوریه (CBS)، «الصرمان» در سرشماری سال ۲۰۰۴، ۱۲۹۶ نفر جمعیت داشته است. این شهر در 17 کیلومتری جنوب شرقی شهر معره نعمان واقع شده است.